# Moré Galetovic
Moré Silvia Galetovic Flores (1 de marzo de 1968) es una exatleta boliviana que participó en los Juegos Olímpicos de Barcelona 1992 en los 4 × 400 metros femeninos.

## Trayectoria
Su trayectoria deportiva se alargó desde 1984 hasta 1999, año de su retiro. El 7 de junio de 1987 consiguió batir el récord nacional de Bolivia de los 4 x 400 metros junto a Magali Mercado, Niusha Mancilla, Jacqueline Solíz. Su marca, 3:57.00, tardó 23 años en batirse por Leslie Arnéz, Alison Sánchez, Carla Cavero y Marysabel Romero, que lo hicieron durante los Juegos Suramericanos de 2010. Sin embargo, un día después de la competición, la Federación Boliviana de Atletismo anunció la pérdida de la medalla por el dopaje de una de sus componentes.
En 1992, y antes de participar en los Juegos Olímpicos, formó parte del equipo boliviano que acudió al Campeonato Iberoamericano de Atletismo en Sevilla. Participó en el 4 x 100 junto a Sandra Antelo, Ana María Luzio y Jacqueline Soliz, terminando en sexto lugar con un tiempo de 48.56, y en el 4 x 400 junto a Antelo, Amparo Burgos y Soliz, siendo cuartas con un tiempo de 3:55.46. En los Juegos disputó el 4 x 400 junto a Soliz, Gloria Burgos y Antelo. Fueron eliminadas tras quedar séptimas en la segunda serie clasificatoria con un tiempo de 3:53.65.
Tras su carrera deportiva fue la directora Municipal del Deporte del Cercado y dirigió un proyecto de cuatro años para inculcar el atletismo en los colegios, creado por el Ministerio de Educación de Bolivia y la Federación Internacional de Atletismo. Este programa denominado Nestle kid atletic, y puesto en marcha en 20 países del mundo, es el encargado de capacitar a los profesores de Educación Física de Bolivia para que puedan formar a sus alumnos en este deporte. Desde el año 2008 se dedicó a entrenar al deporte base en su país y ejerció como docente de la carrera de Educación Física en la Universidad Mayor de San Simón.